# Brennania
Brennania là một chi ruồi thuộc họ Tabanidae. Chi này có các loài sau:
- Brennania belkini (Philip, 1966)
- Brennania hera (Osten Sacken, 1877)

Danh sách này không đầy đủ, bạn cũng có thể giúp mở rộng danh sách.